# Вілліндон
Вілліндон (англ. Willingdon) — село в Канаді, у провінції Альберта, у складі муніципального району Ту-Гіллс № 21.

## Населення
За даними перепису 2016 року, село нараховувало 319 осіб, показавши зростання на 16,0%, порівняно з 2011-м роком. Середня густина населення становила 345 осіб/км².
З офіційних мов обидвома одночасно не володів жоден з жителів, тільки англійською — 270, а 20 — жодною з них. Усього 130 осіб вважали рідною мовою не одну з офіційних, з них 25 — українську.
Працездатне населення становило 100 осіб (44,4% усього населення), рівень безробіття — 15% (14,3% серед чоловіків та 33,3% серед жінок). 65% осіб були найманими працівниками, а 30% — самозайнятими.
Середній дохід на особу становив $31 295 (медіана $22 240), при цьому для чоловіків — $37 803, а для жінок $21 334 (медіани — $28 960 та $20 352 відповідно).
22,7% мешканців мали закінчену шкільну освіту, не мали закінченої шкільної освіти — 34,1%, 40,9% мали післяшкільну освіту, з яких 33,3% мали диплом бакалавра, або вищий, 10 осіб мали вчений ступінь.
| Статево-вікова структура населення | Статево-вікова структура населення | Статево-вікова структура населення | Статево-вікова структура населення | Статево-вікова структура населення |
| ---------------------------------- | ---------------------------------- | ---------------------------------- | ---------------------------------- | ---------------------------------- |
|                                    |                                    |                                    |                                    |                                    |
| Всього                             | Всього                             | 55,6%44,4%                         |                                    |                                    |
| 0 — 14 років                       | 0 — 14 років                       |                                    | 18,8%                              | 18,8%                              |
| 15 — 64 років                      | 15 — 64 років                      |                                    | 51,6%                              | 51,6%                              |
| 65 і більше                        | 65 і більше                        |                                    | 29,7%                              | 29,7%                              |
| 85 і більше                        | 85 і більше                        |                                    | 4,7%                               | 4,7%                               |
| Середній вік (років)               | Середній вік (років)               | 45,147,0                           | 46,0                               | 46,0                               |
| Медіана (років)                    | Медіана (років)                    | 49,554,0                           | 50,5                               | 50,5                               |
| — чоловіки — жінки                 |                                    |                                    |                                    |                                    |

| Походження мешканців:     | Походження мешканців:     | Походження мешканців: | Походження мешканців: | Походження мешканців: |
| ------------------------- | ------------------------- | --------------------- | --------------------- | --------------------- |
| Походження                |                           |                       | осіб                  | %                     |
| Корінні американці        | Корінні американці        |                       | 20                    | 7.69%                 |
| Інше північноамериканське | Інше північноамериканське |                       | 55                    | 21.15%                |
| Європейське               | Європейське               |                       | 215                   | 82.69%                |
| британське                | британське                |                       | 65                    | 25%                   |
| французьке                | французьке                |                       | 20                    | 7.69%                 |
| українське                | українське                |                       | 85                    | 32.69%                |
| Латинськоамериканське     | Латинськоамериканське     |                       | 25                    | 9.62%                 |
| Океанійське               | Океанійське               |                       | 10                    | 3.85%                 |

| Зайнятість населення за галузями (за класифікацією NOC): | Зайнятість населення за галузями (за класифікацією NOC): | Зайнятість населення за галузями (за класифікацією NOC): | Зайнятість населення за галузями (за класифікацією NOC): | Зайнятість населення за галузями (за класифікацією NOC): |
| -------------------------------------------------------- | -------------------------------------------------------- | -------------------------------------------------------- | -------------------------------------------------------- | -------------------------------------------------------- |
|                                                          |                                                          |                                                          |                                                          |                                                          |
| Управління                                               | Управління                                               |                                                          | 21,1%                                                    | 21,1%                                                    |
| Бізнес, фінанси та адміністрування                       | Бізнес, фінанси та адміністрування                       |                                                          | 10,5%                                                    | 10,5%                                                    |
| Освіта, правозахист, муніципальні та урядові служби      | Освіта, правозахист, муніципальні та урядові служби      |                                                          | 15,8%                                                    | 15,8%                                                    |
| Роздрібна торгівля та послуги                            | Роздрібна торгівля та послуги                            |                                                          | 10,5%                                                    | 10,5%                                                    |
| Гуртова торгівля, транспорт та обладнання                | Гуртова торгівля, транспорт та обладнання                |                                                          | 36,8%                                                    | 36,8%                                                    |
| Природні ресурси, сільське господарство                  | Природні ресурси, сільське господарство                  |                                                          | 10,5%                                                    | 10,5%                                                    |

## Клімат
Середня річна температура становить 1,8°C, середня максимальна – 21,3°C, а середня мінімальна – -22,2°C. Середня річна кількість опадів – 421 мм.
| Клімат поселення                              | Клімат поселення | Клімат поселення | Клімат поселення | Клімат поселення | Клімат поселення | Клімат поселення | Клімат поселення | Клімат поселення | Клімат поселення | Клімат поселення | Клімат поселення | Клімат поселення | Клімат поселення |
| Показник                                      | Січ.             | Лют.             | Бер.             | Квіт.            | Трав.            | Черв.            | Лип.             | Серп.            | Вер.             | Жовт.            | Лист.            | Груд.            |                  |
| Середній максимум, °C                         | −8,67            | −5,3             | 1,01             | 10,61            | 17,14            | 21,34            | 21,22            | 20,45            | 15,00            | 9,01             | −1,74            | −8,75            |                  |
| Середня температура, °C                       | −15,4            | −12,04           | −5,72            | 3,83             | 10,41            | 14,59            | 16,39            | 15,62            | 10,18            | 4,20             | −6,57            | −13,6            |                  |
| Середній мінімум, °C                          | −22,2            | −18,8            | −12,5            | −2,9             | 3,63             | 7,83             | 11,54            | 10,80            | 5,32             | −0,61            | −11,4            | −18,4            |                  |
| Норма опадів, мм                              | 19               | 12               | 17               | 23               | 42               | 74               | 86               | 58               | 41               | 17               | 16               | 16               |                  |
| Середньомісячна швидкість вітру, м/с          | 3.21             | 3.22             | 3.40             | 3.70             | 3.80             | 3.40             | 3.20             | 3.10             | 3.20             | 3.50             | 3.50             | 3.33             |                  |
| Середньомісячна сонячна радіація, кДж/м²·день | 3365             | 7022             | 12365            | 17355            | 20675            | 22087            | 22185            | 18457            | 12488            | 7344             | 3666             | 2433             |                  |
| --------------------------------------------- | ---------------- | ---------------- | ---------------- | ---------------- | ---------------- | ---------------- | ---------------- | ---------------- | ---------------- | ---------------- | ---------------- | ---------------- | ---------------- |
| Джерело:                                      |                  |                  |                  |                  |                  |                  |                  |                  |                  |                  |                  |                  |                  |